# Benz 29/60 PS
Der Benz 29/60 PS war eine Weiterentwicklung des Benz 35/60 PS.
Der Wagen war mit einem Vierzylinder-Reihenmotor mit 7360 cm³ Hubraum ausgestattet, der 60 PS (44 kW) bei 1400 min−1 entwickelte. Die Motorkraft wurde an über eine Lederkonuskupplung an ein Vierganggetriebe weitergeleitet und von dort über eine Kardanwelle oder auf Wunsch auch Ketten an die Hinterräder. Die Höchstgeschwindigkeit lag bei 90 km/h, der Benzinverbrauch bei 27 l / 100 km.
Die Fahrzeuge waren nach wie vor mit Holz- oder Drahtspeichenrädern und blattgefederten Starrachsen ausgestattet. Das Fahrgestell kostete ℳ 16.500,--, der Doppelphaeton ℳ 19.000,--, die Limousine ℳ 21.000,-- und das Landaulet den gleichen Preis.